# Kashif Shuja
Kashif Shuja, né le 20 juillet 1979 à Abbottabad, est un joueur professionnel de squash représentant le Pakistan puis la Nouvelle-Zélande. Il atteint en avril 2009 la 36e place mondiale sur le circuit international, son meilleur classement. Il est champion de Nouvelle-Zélande à cinq reprises.

## Carrière
Son père était ingénieur et également président du club alpin du Pakistan. A 14 ans, il part vivre à Sydney avec son oncle parce que seuls les nationaux de moins de 19 ans avaient accès aux meilleurs joueurs et aux meilleurs entraîneurs pakistanais. Avant de s'installer en Nouvelle-Zélande, il termine ses études en informatique à Singapour. De 2001 à 2004, il travaille aux ressources humaines à l'université d'Auckland avant d'entamer sa carrière professionnelle en 2005.
Il joue pour son pays natal le Pakistan jusqu'en 2001, y compris les Jeux du Commonwealth de 1998, avant de jouer pour la Nouvelle-Zélande. Kashif Shuja a été cinq fois champion national néo-zélandais entre 2004 et 2009. Il participe aux championnats du monde avec l'équipe nationale néo-zélandaise en 2005, 2007 et 2009.
En 2015, il devient entraîneur de l'équipe de Nouvelle-Zélande.

## Palmarès

### Titres
- Championnat de Nouvelle-Zélande : 5 titres (2004, 2005, 2007-2009)

### Finales
- Australian Open : 2008